# Campionati del mondo di canottaggio 2005
I Campionati del mondo di canottaggio 2005 si sono disputati tra il 28 agosto e il 4 settembre al ‘'Nagaragawa International Regatta Course'’, a Kaizu in Giappone.

## Medagliere
| Posizione | Paese         |    |    |    | Totale |
| --------- | ------------- | -- | -- | -- | ------ |
| 1         | Nuova Zelanda | 4  | 0  | 0  | 4      |
| 2         | Australia     | 3  | 1  | 1  | 5      |
| 3         | Francia       | 2  | 1  | 1  | 4      |
| 3         | Gran Bretagna | 2  | 1  | 1  | 4      |
| 5         | Italia        | 1  | 3  | 2  | 6      |
| 6         | Germania      | 1  | 2  | 3  | 6      |
| 7         | Stati Uniti   | 1  | 2  | 2  | 5      |
| 8         | Paesi Bassi   | 1  | 1  | 1  | 3      |
| 9         | Slovenia      | 1  | 1  | 0  | 2      |
| 10        | Canada        | 1  | 0  | 2  | 3      |
| 11        | Bielorussia   | 1  | 0  | 1  | 2      |
| 11        | Polonia       | 1  | 0  | 1  | 2      |
| 13        | Grecia        | 1  | 0  | 0  | 1      |
| 13        | Ungheria      | 1  | 0  | 0  | 1      |
| 15        | Danimarca     | 0  | 2  | 0  | 2      |
| 16        | Rep. Ceca     | 0  | 1  | 1  | 2      |
| 17        | Belgio        | 0  | 1  | 1  | 2      |
| 17        | Bulgaria      | 0  | 1  | 1  | 2      |
| 17        | Irlanda       | 0  | 1  | 1  | 2      |
| 17        | Norvegia      | 0  | 1  | 1  | 2      |
| 17        | Romania       | 0  | 1  | 1  | 2      |
| 17        | Sudafrica     | 0  | 1  | 1  | 2      |
| 23        | Russia        | 0  | 0  | 2  | 2      |
| 24        | Estonia       | 0  | 0  | 1  | 1      |
| 24        | Finlandia     | 0  | 0  | 1  | 1      |
| 24        | Spagna        | 0  | 0  | 1  | 1      |
| Totale    | Totale        | 21 | 21 | 21 | 63     |

## Podi

### Maschili
| Evento | Oro | Perform. | Argento | Perform. | Bronzo | Perform. |
| M1x    | Nuova Zelanda Mahé Drysdale | 7:16.42  | Norvegia Olaf Tufte | 7:18.34  | Rep. Ceca Ondřej Synek | 7:21.12  |
| M2x    | Slovenia Luka Špik (b) Iztok Čop (s) | 6:37.61  | Italia Federico Gattinoni (b) Luca Ghezzi (s) | 6:37.96  | Germania Christian Schreiber (b) Rene Burmeister (s) | 6:46.71  |
| M4x    | Polonia Konrad Wasielewski (b) Marek Kolbowicz (2) Michał Jeliński (3) Adam Korol (s)                                                                                           | 5:34.96  | Slovenia Matej Prelog (b) Davor Mizerit (2) Luka Špik (3) Iztok Čop (s) | 5:35.45  | Estonia Jüri Jaanson (b) Leonid Gulov (2) Tõnu Endrekson (3) Andrei Jämsa (s) | 5:36.61  |
| M2+    | Australia Hardy Cubasch (b) Sam Conrad (s) Marc Douez (c) | 7:16.61  | Italia Dario Cerasola (b) Edoardo Verzotti (s) Manuel Belingerio (c) | 7:23.22  | Stati Uniti Jordan Smith (b) Micah Boyd (s) Chase Phillips (c) | 7:26.22  |
| M2-    | Nuova Zelanda Nathan Twaddle (b) George Bridgewater (s) | 6:52.51  | Sudafrica Ramon Di Clemente (b) Donovan Cech (s) | 6:55.52  | Italia Luca Agamennoni (b) Dario Lari (s) | 6:57.29  |
| M4-    | Gran Bretagna Steve Williams (b) Peter Reed (2) Alex Partridge (3) Andrew Triggs Hodge (s)                                                                                      | 6:11.59  | Paesi Bassi Geert Cirkel (b) Jan-Willem Gabriels (2) Matthijs Vellenga (3) Gijs Vermeulen (s)                                                                                                   | 6:13.23  | Canada Rob Weitemeyer (b) Peter Dembicki (2) Andrew Ireland (3) Kristopher McDaniel (s)                                                                                              | 6:16.02  |
| M4+    | Francia Nicolas Podpovitny (b) Vincent Durupt (2) Alex Johnatan Mathis (3) Lionel Jacquiot (s) Nicolas Majerus (c)                                                              | 6:02.42  | Stati Uniti Troy Keeper (b) Matthew Hughes (2) Patrick Sullivan (3) Brett Newlin (s) Marcus McElhenney (c)                                                                                      | 6:03.44  | Germania Toni Seifert (b) Matthias Flach (2) Johannes Doberschütz (3) Falk Müller (s) Martin Saür (c)                                                                                | 6:06.01  |
| M8+    | Stati Uniti Paul Daniels (b) Matt Deakin (2) Steve Coppola Jr (3) Dan Beery (4) Joshua Inman (5) Bryan Volpenhein (6) Beau Hoopman (7) Marcus McElhenney (s) Mike Blomquist (c) | 5:22.75  | Italia Lorenzo Carboncini (b) Niccola Mornati (2) Pierpaolo Frattini (3) Valerio Pinton (4) Mario Palmisano (5) Dario Dentale (6) Raffaello Leonardo (7) Carlo Mornati (s) Gaetano Iannuzzi (c) | 5:24.01  | Germania Jochen Urban (b) Sebastian Schulte (2) Stephan Koltzk (3) Jan-Martin Broeer (4) Jan Tebrügge (5) Ulf Siemes (6) Thorsten Engelmann (7) Andreas Penkner (s) Peter Thiede (c) | 5:25.66  |
| LM1x   | Grecia Vasileios Polymeros | 7:17.79  | Gran Bretagna Zac Purchase | 7:23.10  | Francia Fabrice Moreau | 7:23.97  |
| LM2x   | Ungheria Zsolt Hirling (b) Tamás Varga (s) | 6:05.10  | Danimarca Mads Rasmussen (b) Rasmus Quist (s) | 6:05.62  | Polonia Paweł Randa (b) Robert Sycz (s) | 6:07.93  |
| LM4x   | Italia Gardino Pellolio (b) Daniele Gilardoni (2) Luca Moncada (3) Filippo Mannucci (s)                                                                                         | 5:44.76  | Belgio Justin Gevaert (b) Francois Libois (2) Wouter van der Fraenen (3) Kristof Dekeyser (s)                                                                                                   | 5:46.00  | Canada Jeff Bujas (b) Douglas Vandor (2) Matthew Jensen (3) Morgan Jarvis (s) | 5:47.86  |
| LM4-   | Francia Franck Solforosi (b) Jeremy Pouge (2) Jean-Christophe Bette (3) Fabien Tilliet (s)                                                                                      | 5:47.91  | Irlanda Timmy Harnedy (b) Eugene Coakley (2) Richard Archibald (3) (s) | 5:49.26  | Italia Lorenzo Bertini (b) Salvatore Di Somma (2) Elia Luini (3) Bruno Mascarenhas (s)                                                                                               | 5:49.30  |
| LM8+   | Italia |          | Giappone |          | |          |

### Femminili
| Evento | Oro | Perform. | Argento | Perform. | Bronzo | Perform. |
| W1x    | Bielorussia Ekaterina Karsten-Khodotovitch | 7:48.35  | Rep. Ceca Mirka Knapkova | 7:51.69  | Stati Uniti Michelle Guerette | 7:51.62  |
| W2x    | Nuova Zelanda Georgina Evers-Swindell (b) Caroline Evers-Swindell (s) | 7:08.03  | Bulgaria Rumyana Neykova (b) Miglena Markova (s) | 7:10.92  | Australia Amber Bradley (b) Sally Kehoe (s) | 7:22.86  |
| W4x    | Gran Bretagna Rebecca Romero (b) Sarah Winckless (2) Frances Houghton (3) Katherine Grainger (s)                                                                              | 6:09.59  | Germania Britta Oppelt (b) Susanne Schmidt (2) Kathrin Boron (3) Stephanie Schiller (s) | 6:09.93  | Russia Olga Samulenkova (b) Oksana Dorodnova (2) Tonu Larisa Merk (3) Irina Fedotova (s)                                                                                                 | 6:12.19  |
| W2-    | Nuova Zelanda Juliette Haigh (b) Nicky Coles (s) | 7:43.83  | Australia Sarah Outhwaite (b) Natalie Bale (s) | 7:47.57  | Russia Vera Potchitaeva (b) Valerya Starodubrovskaya (s) | 7:50.07  |
| W4-    | Australia Robyn Selby Smith (b) Emily Martin (2) Pauline Frasca (3) Kate Hornsey (s)                                                                                          | 6:55.56  | Germania Mandy Emmrich (b) Wilma Dressel (2) Kersten Naumann (3) Christiane Hölzel (s) | 7:03.24  | Bielorussia Natallia Haurylenka (b) Volha Plashkova (2) Tatsina Narelik (3) Maryia Brel (s)                                                                                              | 7:07.96  |
| W8+    | Australia Sarah Outhwaite (b) Robyn Selby Smith (2) Sonia Mills (3) Kate Hornsey (4) Emily Martin (5) Fleur Chew (6) Pauline Frasca (7) Sarah Heard (s) Elizabeth Patrick (c) | 5:58.10  | Romania Enikő Barabás (b) Georgeta Craciun (2) Camelia Lupascu (3) Ana Maria Apachitei (4) Elena Serban-Parvan (5) Ioana Papuc (6) Rodica Florea (7) Simona Strimbeschi (s) Rodica Anghel (c) | 5:59.50  | Paesi Bassi Femke Dekker (b) Nienke Dekkers (2) Nienke Hommes (3) Hurnet Dekkers (4) Annemarieke van Rumpt (5) Laura Posthuma (6) Annemiek de Haan (7) Helen Tanger (s) Ester Workel (c) | 5:59.61  |
| LW1x   | Paesi Bassi Marit van Eupen | 8:07.39  | Francia Benedicte Dorfman | 8:10.53  | Spagna Teresa Mas De Xaxars | 8:12.71  |
| LW2x   | Germania Daniela Riemer (b) Marie-Louise Dräger (s) | 6:48.47  | Stati Uniti Renee Hykel (b) Julia Nichols (s) | 6:48.77  | Finlandia Sanna Stén (b) Minna Nieminen (s) | 6:49.02  |
| LW4x   | Canada Tracy Cameron (b) Mara Jones (2) Elizabeth Urbach (3) Melanie Kok (s)                                                                                                  | 6:19.87  | Danimarca Kirsten Jepsen (b) Maria Pertl (2) Katrin Olsen (3) Juliane Rasmussen (s) | 6:20.69  | Gran Bretagna Tanya Brady (b) Lorna Norris (2) Hester Goodsell (3) Naomi Hoogesteger (s)                                                                                                 | 6:22.49  |